# Cataulacus voeltzkowi
Cataulacus voeltzkowi é uma espécie de formiga do gênero Cataulacus, pertencente à subfamília Myrmicinae.